# 布爾基恩德省
布爾基恩德省（法語：Boulkiemdé）是布基納法索中西大區東北部的一個省，面積4,269平方公里。2006年人口498,008人。首府庫杜古。
本區下轄十三縣。